# جزیره مولیات
مولیات از جزیره‌های غیر مسکونی ایرانی در خلیج فارس است که در استان بوشهر واقع شده است.